# TrueSkill
TrueSkill ist ein von Microsoft entwickeltes Wertungssystem, um Computerspieler in eine Rangliste einzuordnen. Es basiert auf Bayesscher Statistik und stellt eine Generalisierung der im Schach verwendeten Elo-Zahl dar. Dabei lässt es sich sowohl auf Duelle, als auch auf Team-Spiele anwenden, bei denen der Algorithmus das individuelle Können der einzelnen Spieler bewertet. Mit der Erweiterung TrueSkill 2 werden weitere Faktoren speziell für Ego-Shooter hinzugefügt, wie etwa die Erfahrungspunkte, Mitgliedschaft in einem Team, Anzahl der Frags, Tendenz zum Rage Quit und dem Können in anderen Spielmodi. Das System wurde von Microsoft entwickelt, patentiert und ist als Handelsmarke geschützt.